# الهيجة (خنفر)

تعديل مصدري - تعديل

الهيجه هي إحدى قرى عزلة جعار بمديرية خنفر التابعة لمحافظة أبين، بلغ تعداد سكانها 218 نسمة حسب تعداد اليمن لعام 2004.